# Monte Pisanino
Monte Pisanino es el pico más alto (1.946 m) de los Alpes Apuanos, en los Apeninos septentrionales (Apeninos), en La Toscana, Italia central. Ubicado en la comuna de Minucciano (provincia de Lucca), es también la montaña más alta perteneciente a la región de Toscana.
Según la leyenda, que toma su nombre de un soldado de Pisa que se refugió aquí. A nivel local se llama Pizzo della Caranca.
- Datos: Q1945906
- Multimedia: Monte Pisanino / Q1945906